# Marcel Peyrouton

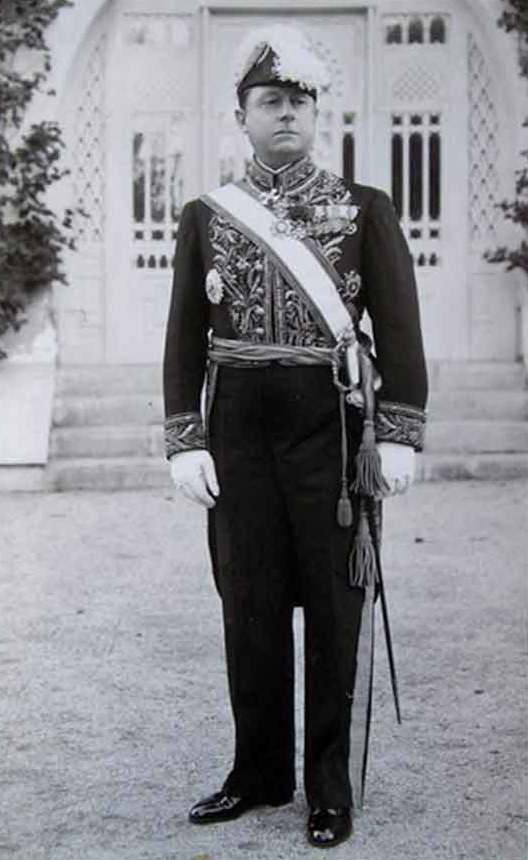
Marcel Peyrouton

Bernard Marcel Peyrouton (Parijs, 2 juli 1887 - 6 november 1983) was een Frans koloniaal bestuurder, diplomaat en minister in de Vichy-regering.
Peyrouton heeft diverse leidinggevende posities gehad in Noord-Afrika: secretaris-generaal van Algerije (1931-1933), minister-resident van Tunesië (juli 1933 - maart 1936) en resident-generaal van Marokko (maart-september 1936).
In 1936 werd hij benoemd tot ambassadeur van Frankrijk in Argentinië. Hij werd in juni 1940 door Paul Reynaud opnieuw benoemd tot resident-generaal van Tunesië en de leiders van de nationalistische Néo-Destour onder andere Habib Bourguiba werden naar het zuiden van Tunesië verbannen.
Peyrouton werd eind juli 1940 door het Vichy-regime benoemd tot secretaris-generaal van Binnenlandse Zaken en volgde in september 1940 Adrien Marquet op als minister van Binnenlandse Zaken. In die hoedanigheid tekende hij op 3 oktober 1940 (samen met Philippe Pétain, Raphaël Alibert, Charles Huntziger, René Belin, Paul Baudouin en François Darlan) anti-Joodse wetgeving. Hij maakte deel uit van de ministers die druk uitoefenden op Pétain om Pierre Laval als premier te laten vervangen. Door druk van Duitse kant werd Peyrouton vervangen als minister van Binnenlandse Zaken. Hij werd opnieuw ambassadeur voor Frankrijk in Argentinië tot april 1942 door de terugkeer van Laval als premier.
Peyrouton werd in januari 1943 door Henri Giraud benoemd tot gouverneur-generaal van Algerije een bleef dat tot juni 1943 toen gaullisten hem tot ontslag dwongen. Als gouverneur-generaal weigerde hij de anti-Joodse wetten van Vichy in te trekken omdat de intrekking negatieve gevolgen voor de moslimbevolking zou hebben.
Peyrouton werd op 22 december 1943 gearresteerd en in december 1948 vrijgesproken.
- Bibliothèque nationale de France: cb121675525 (data)
- Gemeinsame Normdatei: 124769845
- International Standard Name Identifier: 0000 0000 8179 9782
- Library of Congress Control Number: n89646982
- Système universitaire de documentation: 03021176X
- Virtual International Authority File: 112578276
- WorldCat: E39PBJtxdwYWpJHpF8JHV8WkXd